# Lepidiota caesia
Lepidiota caesia är en skalbaggsart som beskrevs av Hermann Burmeister 1855. Lepidiota caesia ingår i släktet Lepidiota och familjen Melolonthidae. Inga underarter finns listade i Catalogue of Life.